# مقاطعة مظفرنغر
موزافارنجر رمزها «MU» (بالإنجليزية: Muzaffarnagar)‏ ، هو تقسيم إداري لدولة الهند تتبع ولاية أتر برديش (بالإنجليزية: Uttar  Pradesh)‏ ، مركزها هو مدينة موزافارنجر (بالإنجليزية: Muzaffarnagar)‏ عدد سكانها حسب تعداد سنة 2001 هو 3,541,952 ، مساحتها 4,008 كم² وكثافة السكان 884 لكل كم² .

## أعلام
- سلطان الراعي